# قهرمانی هندبال مردان جهان ۲۰۰۹
مسابقات قهرمانی هندبال مردان جهان ۲۰۰۹ که بیست و یکمین دوره قهرمانی هندبال مردان جهان محسوب می‌شود، از ۲۶ دی تا ۱۲ بهمن ۱۳۸۷ (۱۶ ژانویه تا ۱ فوریه ۲۰۰۹) برای نخستین بار در کشور کرواسی برگزار شد. در بازی پایانی، فرانسه با پیروزی ۲۴–۱۹ برابر کرواسی، برای سومین بار به مقام قهرمانی دست یافت. هم چنین، لهستان با پیروزی ۳۱–۲۳ برابر دانمارک به مقام سوم دست پیدا کرد.

## تیم‌های انتخاب شده
کرواسی به عنوان میزبان و آلمان به عنوان مدافع قهرمانی از حضور در مرحله مقدماتی معاف شدند و به صورت مستقیم به مرحله نهایی راه یافتند. ۲۲ تیم باقی‌مانده پس از انجام مرحله مقدماتی در قاره‌های مختلف، مشخص شدند.
| مسابقه                              | تیم‌های انتخاب شده                                                                       |
| ----------------------------------- | --------------------------------------------------------------------------------------- |
| کشور میزبان                         | کرواسی                                                                                  |
| قهرمان دوره قبل                     | آلمان                                                                                   |
| قهرمانی هندبال مردان آفریقا ۲۰۰۸    | مصر · تونس · الجزایر                                                                    |
| قهرمانی هندبال مردان اروپا ۲۰۰۸     | دانمارک · فرانسه · سوئد                                                                 |
| قهرمانی هندبال مردان آسیا ۲۰۰۸      | کرهٔ جنوبی · کویت · عربستان سعودی                                                        |
| قهرمانی هندبال مردان اقیانوسیه ۲۰۰۸ | استرالیا                                                                                |
| قهرمانی هندبال مردان آمریکا ۲۰۰۸    | برزیل · آرژانتین · کوبا                                                                 |
| پلی آف اروپا                        | نروژ · اسلواکی · رومانی · مجارستان · مقدونیه شمالی · صربستان · روسیه · اسپانیا · لهستان |

## قرعه کشی
قرعه کشی در ۳۱ خرداد ۱۳۸۷ در زاگرب، پایتخت کرواسی برگزار شد.

## مرحله گروهی
مرحله مقدماتی از ۲۷ دی تا ۲ بهمن برگزار شد و سه تیم نخست هر گروه به مرحله دوم راه یافتند.

### معیار تعیین جایگاه تیم‌ها
برای تعیین جایگاه تیم‌هایی که پس از پایان مرحله گروهی، دارای امتیاز برابر باشند، ابتدا بازی رو در رو و در صورت تساوی، به ترتیب، تفاضل گل، گل زده و قرعه کشی برای تعیین جایگاه آن‌ها بررسی می‌شود.

### گروه A (اوسییک)
| تیم      | بازی | برد | مساوی | باخت | گل‌زده | گل‌خورده | تفاضل‌گل | امتیاز |
| -------- | ---- | --- | ----- | ---- | ----- | ------- | ------- | ------ |
| فرانسه   | ۵    | ۵   | ۰     | ۰    | ۱۶۸   | ۱۰۶     | ۶۲+     | ۱۰     |
| اسلواکی  | ۵    | ۳   | ۱     | ۱    | ۱۵۲   | ۱۱۹     | ۳۳+     | ۷      |
| مجارستان | ۵    | ۳   | ۱     | ۱    | ۱۴۸   | ۱۱۵     | ۳۳+     | ۷      |
| رومانی   | ۵    | ۲   | ۰     | ۳    | ۱۴۱   | ۱۳۵     | ۶+      | ۴      |
| آرژانتین | ۵    | ۱   | ۰     | ۴    | ۱۳۳   | ۱۳۷     | ۴–      | ۲      |
| استرالیا | ۵    | ۰   | ۰     | ۵    | ۷۶    | ۲۰۶     | ۱۳۰–    | ۰      |

### گروه B (اسپلیت)
| تیم       | بازی | برد | مساوی | باخت | گل‌زده | گل‌خورده | تفاضل‌گل | امتیاز |
| --------- | ---- | --- | ----- | ---- | ----- | ------- | ------- | ------ |
| کرواسی    | ۵    | ۵   | ۰     | ۰    | ۱۷۰   | ۱۱۵     | ۵۵+     | ۱۰     |
| سوئد      | ۵    | ۴   | ۰     | ۱    | ۱۶۲   | ۱۱۸     | ۴۴+     | ۸      |
| کرهٔ جنوبی | ۵    | ۳   | ۰     | ۲    | ۱۴۰   | ۱۲۶     | ۱۴+     | ۶      |
| اسپانیا   | ۵    | ۲   | ۰     | ۳    | ۱۶۷   | ۱۲۷     | ۴۰+     | ۴      |
| کوبا      | ۵    | ۱   | ۰     | ۴    | ۱۰۶   | ۱۸۱     | ۷۵–     | ۲      |
| کویت      | ۵    | ۰   | ۰     | ۵    | ۹۹    | ۱۷۷     | ۷۸–     | ۰      |

### گروه C (واراژدین)
| تیم           | بازی | برد | مساوی | باخت | گل‌زده | گل‌خورده | تفاضل‌گل | امتیاز |
| ------------- | ---- | --- | ----- | ---- | ----- | ------- | ------- | ------ |
| آلمان         | ۵    | ۴   | ۱     | ۰    | ۱۴۷   | ۱۱۶     | ۳۱+     | ۹      |
| مقدونیه شمالی | ۵    | ۳   | ۰     | ۲    | ۱۴۵   | ۱۳۶     | ۹+      | ۶      |
| لهستان        | ۵    | ۳   | ۰     | ۲    | ۱۴۶   | ۱۳۱     | ۱۵+     | ۶      |
| روسیه         | ۵    | ۲   | ۱     | ۲    | ۱۴۳   | ۱۴۵     | ۲–      | ۵      |
| تونس          | ۵    | ۲   | ۰     | ۳    | ۱۴۳   | ۱۴۲     | ۱+      | ۴      |
| الجزایر       | ۵    | ۰   | ۰     | ۵    | ۱۱۴   | ۱۶۸     | ۵۴–     | ۰      |

### گروه D (پرچ)
| تیم           | بازی | برد | مساوی | باخت | گل‌زده | گل‌خورده | تفاضل‌گل | امتیاز |
| ------------- | ---- | --- | ----- | ---- | ----- | ------- | ------- | ------ |
| دانمارک       | ۵    | ۵   | ۰     | ۰    | ۱۶۷   | ۱۲۱     | ۴۶+     | ۱۰     |
| صربستان       | ۵    | ۳   | ۰     | ۲    | ۱۶۱   | ۱۴۶     | ۱۵+     | ۶      |
| نروژ          | ۵    | ۳   | ۰     | ۲    | ۱۶۲   | ۱۲۳     | ۳۹+     | ۶      |
| مصر           | ۵    | ۲   | ۰     | ۳    | ۱۱۰   | ۱۲۶     | ۱۶–     | ۴      |
| عربستان سعودی | ۵    | ۲   | ۰     | ۳    | ۱۲۸   | ۱۵۸     | ۳۰–     | ۴      |
| برزیل         | ۵    | ۰   | ۰     | ۵    | ۱۰۷   | ۱۶۱     | ۵۴–     | ۰      |

## مرحله دوم
مسابقات این مرحله از ۴ تا ۷ بهمن در دو گروه شش تیمی برگزار شد. در گروه اول، سه تیم برتر گروه‌های A و B و در گروه دوم، سه تیم برتر گروه‌های C و D قرار گرفتند. نتیجه بازیهای مقابل تیم‌هایی که در مرحله مقدماتی با یکدیگر همگروه بودند، در جدول این مرحله لحاظ شد. دو تیم برتر هر گروه، به نیمه نهایی صعود کردند.

### گروه I (زاگرب)
| تیم       | بازی | برد | مساوی | باخت | گل‌زده | گل‌خورده | تفاضل‌گل | امتیاز |
| --------- | ---- | --- | ----- | ---- | ----- | ------- | ------- | ------ |
| کرواسی    | ۵    | ۵   | ۰     | ۰    | ۱۳۷   | ۱۱۸     | ۱۹+     | ۱۰     |
| فرانسه    | ۵    | ۴   | ۰     | ۱    | ۱۳۹   | ۱۱۲     | ۲۷+     | ۸      |
| مجارستان  | ۵    | ۲   | ۱     | ۲    | ۱۲۷   | ۱۳۵     | ۸–      | ۵      |
| سوئد      | ۵    | ۲   | ۰     | ۳    | ۱۳۵   | ۱۴۰     | ۵–      | ۴      |
| اسلواکی   | ۵    | ۱   | ۱     | ۳    | ۱۲۴   | ۱۳۷     | ۱۳–     | ۳      |
| کرهٔ جنوبی | ۵    | ۰   | ۰     | ۵    | ۱۱۹   | ۱۳۹     | ۲۰–     | ۰      |

### گروه II (زادار)
| تیم           | بازی | برد | مساوی | باخت | گل‌زده | گل‌خورده | تفاضل‌گل | امتیاز |
| ------------- | ---- | --- | ----- | ---- | ----- | ------- | ------- | ------ |
| دانمارک       | ۵    | ۴   | ۰     | ۱    | ۱۵۶   | ۱۴۵     | ۱۱+     | ۸      |
| لهستان        | ۵    | ۳   | ۰     | ۲    | ۱۵۰   | ۱۴۱     | ۹+      | ۶      |
| آلمان         | ۵    | ۲   | ۱     | ۲    | ۱۴۷   | ۱۳۳     | ۱۴+     | ۵      |
| صربستان       | ۵    | ۲   | ۱     | ۲    | ۱۵۳   | ۱۶۱     | ۸–      | ۵      |
| نروژ          | ۵    | ۲   | ۰     | ۳    | ۱۳۸   | ۱۴۱     | ۳–      | ۴      |
| مقدونیه شمالی | ۵    | ۱   | ۰     | ۴    | ۱۳۲   | ۱۵۵     | ۲۳–     | ۲      |

## جام ریاست

### گروه I (پولا)
| تیم      | بازی | برد | مساوی | باخت | گل‌زده | گل‌خورده | تفاضل‌گل | امتیاز |
| -------- | ---- | --- | ----- | ---- | ----- | ------- | ------- | ------ |
| اسپانیا  | ۵    | ۵   | ۰     | ۰    | ۲۰۵   | ۹۸      | ۱۰۷+    | ۱۰     |
| رومانی   | ۵    | ۴   | ۰     | ۱    | ۱۷۵   | ۱۴۱     | ۳۴+     | ۸      |
| آرژانتین | ۵    | ۳   | ۰     | ۲    | ۱۳۷   | ۱۲۵     | ۱۲+     | ۶      |
| کوبا     | ۵    | ۲   | ۰     | ۳    | ۱۲۴   | ۱۵۴     | ۳۰–     | ۴      |
| کویت     | ۵    | ۱   | ۰     | ۴    | ۱۱۹   | ۱۵۷     | ۳۸–     | ۲      |
| استرالیا | ۵    | ۰   | ۰     | ۵    | ۸۷    | ۱۷۲     | ۸۵–     | ۰      |

### گروه II (پرچ)
| تیم           | بازی | برد | مساوی | باخت | گل‌زده | گل‌خورده | تفاضل‌گل | امتیاز |
| ------------- | ---- | --- | ----- | ---- | ----- | ------- | ------- | ------ |
| مصر           | ۵    | ۴   | ۰     | ۱    | ۱۳۵   | ۱۲۵     | ۱۰+     | ۸      |
| روسیه         | ۵    | ۴   | ۰     | ۱    | ۱۵۱   | ۱۲۷     | ۲۴+     | ۸      |
| تونس          | ۵    | ۳   | ۰     | ۲    | ۱۵۹   | ۱۴۶     | ۱۳+     | ۶      |
| الجزایر       | ۵    | ۳   | ۰     | ۲    | ۱۴۰   | ۱۴۲     | ۲–      | ۶      |
| برزیل         | ۵    | ۱   | ۰     | ۴    | ۱۳۱   | ۱۳۷     | ۶–      | ۲      |
| عربستان سعودی | ۵    | ۰   | ۰     | ۵    | ۱۰۵   | ۱۴۴     | ۳۹–     | ۰      |

### بازی‌های رده‌بندی ۱۳ ام تا ۲۴ ام

#### مقام ۲۳ ام
| ۷ بهمن ۱۳۸۷ ۱۷:۳۰ | استرالیا | ۱۹–۲۳ | عربستان سعودی | مرکز ورزشی ماته پاولوف، پولا |
| ۷ بهمن ۱۳۸۷ ۱۷:۳۰ |          |       |               | مرکز ورزشی ماته پاولوف، پولا |
| ۷ بهمن ۱۳۸۷ ۱۷:۳۰ |          |       |               | مرکز ورزشی ماته پاولوف، پولا |

#### مقام ۲۱ ام
| ۷ بهمن ۱۳۸۷ ۱۸:۳۰ | کویت | ۲۴–۲۷ | برزیل | مرکز ورزشی ژاتیکا، پرچ |
| ۷ بهمن ۱۳۸۷ ۱۸:۳۰ |      |       |       | مرکز ورزشی ژاتیکا، پرچ |
| ۷ بهمن ۱۳۸۷ ۱۸:۳۰ |      |       |       | مرکز ورزشی ژاتیکا، پرچ |

#### مقام ۱۹ ام
| ۷ بهمن ۱۳۸۷ ۱۹:۳۰ | کوبا | ۲۷–۳۴ | الجزایر | مرکز ورزشی ماته پاولوف، پولا |
| ۷ بهمن ۱۳۸۷ ۱۹:۳۰ |      |       |         | مرکز ورزشی ماته پاولوف، پولا |
| ۷ بهمن ۱۳۸۷ ۱۹:۳۰ |      |       |         | مرکز ورزشی ماته پاولوف، پولا |

#### مقام ۱۷ ام
| ۷ بهمن ۱۳۸۷ ۲۰:۳۰ | آرژانتین | ۲۳–۲۹ | تونس | مرکز ورزشی ژاتیکا، پرچ |
| ۷ بهمن ۱۳۸۷ ۲۰:۳۰ |          |       |      | مرکز ورزشی ژاتیکا، پرچ |
| ۷ بهمن ۱۳۸۷ ۲۰:۳۰ |          |       |      | مرکز ورزشی ژاتیکا، پرچ |

#### مقام ۱۵ ام
| ۷ بهمن ۱۳۸۷ ۲۱:۳۰ | رومانی | ۴۲–۳۸ | روسیه | مرکز ورزشی ماته پاولوف، پولا |
| ۷ بهمن ۱۳۸۷ ۲۱:۳۰ |        |       |       | مرکز ورزشی ماته پاولوف، پولا |
| ۷ بهمن ۱۳۸۷ ۲۱:۳۰ |        |       |       | مرکز ورزشی ماته پاولوف، پولا |

#### مقام ۱۳ ام
| ۷ بهمن ۱۳۸۷ ۲۲:۳۰ | اسپانیا | ۲۸–۲۴ | مصر | مرکز ورزشی ژاتیکا، پرچ |
| ۷ بهمن ۱۳۸۷ ۲۲:۳۰ |         |       |     | مرکز ورزشی ژاتیکا، پرچ |
| ۷ بهمن ۱۳۸۷ ۲۲:۳۰ |         |       |     | مرکز ورزشی ژاتیکا، پرچ |

### بازی‌های رده‌بندی ۵ ام تا ۱۲ ام

#### مقام ۱۱ ام
| ۹ بهمن ۱۳۸۷ ۱۵:۰۰ | کرهٔ جنوبی | ۳۱–۳۲ | مقدونیه شمالی | آرنا زاگرب، زاگرب |
| ۹ بهمن ۱۳۸۷ ۱۵:۰۰ |           |       |               | آرنا زاگرب، زاگرب |
| ۹ بهمن ۱۳۸۷ ۱۵:۰۰ |           |       |               | آرنا زاگرب، زاگرب |

#### مقام ۹ ام
| ۹ بهمن ۱۳۸۷ ۲۲:۴۵ | اسلواکی | ۲۷–۳۴ | نروژ | آرنا زاگرب، زاگرب |
| ۹ بهمن ۱۳۸۷ ۲۲:۴۵ |         |       |      | آرنا زاگرب، زاگرب |
| ۹ بهمن ۱۳۸۷ ۲۲:۴۵ |         |       |      | آرنا زاگرب، زاگرب |

#### مقام ۷ ام
| ۹ بهمن ۱۳۸۷ ۲۰:۰۰ | سوئد | ۳۷–۲۹ | صربستان | آرنا زاگرب، زاگرب |
| ۹ بهمن ۱۳۸۷ ۲۰:۰۰ |      |       |         | آرنا زاگرب، زاگرب |
| ۹ بهمن ۱۳۸۷ ۲۰:۰۰ |      |       |         | آرنا زاگرب، زاگرب |

#### مقام ۵ ام
| ۹ بهمن ۱۳۸۷ ۱۷:۳۰ | مجارستان | ۲۵–۲۸ | آلمان | آرنا زاگرب، زاگرب |
| ۹ بهمن ۱۳۸۷ ۱۷:۳۰ |          |       |       | آرنا زاگرب، زاگرب |
| ۹ بهمن ۱۳۸۷ ۱۷:۳۰ |          |       |       | آرنا زاگرب، زاگرب |

## مرحله نهایی
|  | نیمه نهایی | نیمه نهایی |    |         | نهایی   | نهایی |  |
|  |            |            |    |         |         |       |  |
|  | ۱۰ بهمن    |            |    |         |         |       |  |
|  | دانمارک    | ۲۲         |    |         |         |       |  |
|  | فرانسه     | ۲۷         |    |         |         |       |  |
|  |            |            |    |         |         |       |  |
|  |            |            |    |         | ۱۲ بهمن |       |  |
|  |            |            |    |         | فرانسه  | ۲۴    |  |
|  |            | کرواسی     | ۱۹ |         |         |       |  |
|  |            |            |    |         |         |       |  |
|  |            |            |    |         |         |       |  |
|  |            |            |    |         | رده‌بندی |       |  |
|  | ۱۰ بهمن    | ۱۰ بهمن    |    | ۱۲ بهمن | ۱۲ بهمن |       |  |
|  | کرواسی     | ۲۹         |    | دانمارک | ۲۳      |       |  |
|  | لهستان     | ۲۳         |    |         | لهستان  | ۳۱    |  |

### رده‌بندی مدال برنز
| ۱۲ بهمن ۱۳۸۷ ۱۷:۳۰ | دانمارک | ۲۳–۳۱ | لهستان | آرنا زاگرب، زاگرب |
| ۱۲ بهمن ۱۳۸۷ ۱۷:۳۰ |         |       |        | آرنا زاگرب، زاگرب |
| ۱۲ بهمن ۱۳۸۷ ۱۷:۳۰ |         |       |        | آرنا زاگرب، زاگرب |

### نهایی
| ۱۲ بهمن ۱۳۸۷ ۲۰:۰۰ | فرانسه | ۲۴–۱۹ | کرواسی | آرنا زاگرب، زاگرب |
| ۱۲ بهمن ۱۳۸۷ ۲۰:۰۰ |        |       |        | آرنا زاگرب، زاگرب |
| ۱۲ بهمن ۱۳۸۷ ۲۰:۰۰ |        |       |        | آرنا زاگرب، زاگرب |

## آمار

### رده‌بندینهایی
| رتبه | تیم           |
| ---- | ------------- |
| 1    | فرانسه        |
| 2    | کرواسی        |
| 3    | لهستان        |
| ۴    | دانمارک       |
| ۵    | آلمان         |
| ۶    | مجارستان      |
| ۷    | سوئد          |
| ۸    | صربستان       |
| ۹    | نروژ          |
| ۱۰   | اسلواکی       |
| ۱۱   | مقدونیه شمالی |
| ۱۲   | کرهٔ جنوبی     |
| ۱۳   | اسپانیا       |
| ۱۴   | مصر           |
| ۱۵   | رومانی        |
| ۱۶   | روسیه         |
| ۱۷   | تونس          |
| ۱۸   | آرژانتین      |
| ۱۹   | الجزایر       |
| ۲۰   | کوبا          |
| ۲۱   | برزیل         |
| ۲۲   | کویت          |
| ۲۳   | عربستان سعودی |
| ۲۴   | استرالیا      |

### تیم منتخب جام
در پایان مسابقات تیم منتخب جام به شرح زیر اعلام شد:
- دروازه بان:  تیری اومیر
- بال راست:  ایوان چوپیچ
- بک راست:  مارسین لیِوسکی
- بک وسط:  نیکولا کاراباتیچ
- بک چپ:  بلاژنکو لاکوویچ
- بال چپ:  میشائیل گیگو
- خط زن:  ایگور ووری